# Juillet 1974
Cette page présente les faits marquants du mois de juillet 1974.

## Évènements
- Espagne : intérim assuré par Juan Carlos pendant l’hospitalisation de Franco (fin en octobre).
- Mali : 100 000  réfugiés victimes de la sècheresse sont installés dans une trentaine de camps dans les environs de Gao.

- 1er juillet (Argentine) : mort de Juan Perón qui laisse la place à sa femme Isabel, alors vice-présidente. Comme elle n’a aucune expérience du pouvoir, c’est son conseiller José López Rega qui impose ses vues. Il lance l'escadron de la mort de l’Alliance argentine anticommuniste (AAA) dans la répression politique. L’état de siège est proclamé sur tout le territoire le 6 novembre. Sur le plan économique, l’inflation s’envole. Les différentes factions du péronisme éclatent. Deux groupes péronistes, les Montoneros et la Jeunesse péroniste, annoncent la reprise de la lutte armée. Isabel trouve comme parade de procéder à des augmentations de salaire, ce qui alimente une dangereuse spirale inflationniste.

- 5 juillet :
  - France : la majorité civique passe de 21 à 18 ans;
  - France : Françoise Giroud, femme politique, entre au gouvernement à la tête du nouvellement créé secrétariat d'État à la condition de la femme;
  - France : la première décision du tout nouveau secrétariat d'état aux travailleurs immigrés est de suspendre l'immigration des travailleurs non-européens. Il s'agit de la "fermeture des frontières", jamais remis en cause depuis.

- 7 juillet : 
  - l'Allemagne de l'Ouest bat les Pays-Bas lors de la finale de la 10e coupe du monde de football 2 buts à 1, ce qui lui fait décrocher son deuxième titre mondial.
  - Formule 1 : victoire du suédois Ronnie Peterson sur une Lotus-Ford au Grand Prix automobile de France.

- 8 juillet : élection fédérale. Troisième mandat du premier ministre libéral Pierre Elliott Trudeau.

- 12 juillet : Richard Nixon signe le Congressional Budget and Impoundment Control Act créant le Congressional Budget Office, permettant au congrès d'avoir une agence fédérale destinée à estimer les prévisions de dépenses du budget fédéral.

- 15 juillet : coup d'État d’extrême droite contre Mgr Makarios à Chypre, jugé trop hostile à la cause du rattachement à la Grèce, suscité par les colonels.

- 16 juillet, France : création d'un secrétariat d'État à la condition féminine. Françoise Giroud, secrétaire d’État à la condition féminine.

- 18 juillet : gouvernement provisoire du colonel Vasco Gonçalves au Portugal (fin en 1975)

- 20 juillet : 
  - Invasion turque de Chypre. les forces turques occupent le 16 aout 38 % de l’île et refoulent vers le sud les populations grecques. Le régime des colonels est discrédité.
  - Formule 1 : Grand Prix de Grande-Bretagne.

- 23 juillet :
  - France : éclatement de l'ORTF.
- Effondrement du régime des colonels en Grèce et abolition de la monarchie en Grèce. Konstantínos Karamanlís est rappelé d’exil et forme un gouvernement provisoire. La constitution de 1952 est rétablie. En novembre, la « Nouvelle démocratie », parti libéral de Karamanlís, remporte les élections. En décembre, la république est confirmée par référendum.

- 27 juillet - 3 aout : le 59e congrès mondial d’espéranto a lieu à Hambourg. Il a pour thème « Nationalisme et collaboration internationale dans le monde actuel ».

- 30 juillet : le français devient la langue officielle du Québec.

- 31 juillet :
  - Abdoulaye Wade fonde le Parti démocratique sénégalais[1].
  - Entrée en vigueur du cessez-le-feu entre Grecs et Turcs sur l'île de Chypre.

## Naissances
- 1er juillet :
  - David Condouant, basketteur français.
  - Monsieur Fraize, humoriste français.
- 2 juillet : Flavie Flament, animatrice française de télévision et de radio.
- 6 juillet : Steve Sullivan, joueur de hockey.
- 7 juillet : Doc Gyneco, chanteur de rap français.
- 8 juillet :
  - Jim Hillyer, homme politique canadien († 23 mars 2016).
  - Zhanna Friske, actrice, chanteuse, mannequin et mondaine russe († 15 juin 2015).
- 9 juillet : Éric Poulliat, homme politique français.
- 11 juillet : 
  - Anatol Afoote Afotuku, homme politique de la République démocratique du Congo.
  - Michelle Edwards, joueuse sud-africaine de badminton.
  - Lil' Kim (Kimberly Denise Jones, dite), chanteuse américaine.
  - István Majoros, lutteur hongrois.
- 12 juillet : The Hurricane catcheur professionnel américain en contrat avec la WWE.
- 15 juillet : Ousmane Sonko, homme politique sénégalais.
- 16 juillet : Robinne Lee, actrice américaine.
- 17 juillet : Denny Ebbers, judoka néerlandais  († 22 juillet 2015).
- 20 juillet : Bonny B., bluesman cambodgien.
- 26 juillet : Daniel Negreanu, joueur de poker.
- 30 juillet : Jacek Dukaj, auteur de science-fiction polonais.
- 31 juillet : Emilia Fox, actrice anglaise.

## Décès
- 1er juillet : Juan Peron, président argentin ;
- 6 juillet : Francis Blanche, acteur, scénariste et réalisateur français (° 20 juillet 1921) ;
- 9 juillet : Earl Warren, juriste et un homme politique américain (° 19 mars 1891) ;
- 15 juillet: Paul Werner Hoppe, officier SS allemand (° 28 février 1910) ;
- 24 juillet : James Chadwick, physicien britannique.